# Satyrini
Tribu
 Satyrini est une tribu de lépidoptères (papillons) de la famille des Nymphalidae et de la sous-famille des Satyrinae.

## Dénomination
Cette tribu a été décrite par l'entomologiste français Jean-Baptiste Alphonse Dechauffour de Boisduval en 1836.

## Taxonomie
La tribu des Satyrini se divise en sous-tribus.
Liste des sous-tribus et genres
- Coenonymphina Tutt, 1896[1]

Cercyonis Scudder, 1875
Coenonympha Hübner, 1819
Lyela Swinhoe, 1908
Sinonympha Lee, 1974
- Dirina Verity, 1953

Dingana van Son, 1955
Dira Hübner, 1819
Tarsocera Butler, 1899
Torynesis Butler, 1899
- Erebiina Tutt, 1896

Diaphanos Adams & Bernard, 1981
Erebia Dalman, 1816
Idioneurula Strand, 1932
Lymanopoda Westwood, 1851
Manerebia Staudinger, 1897
Neomaniola Hayward, 1949
Stuardosatyrus Herrera et Etcheverry, 1965
Tamania Prycz, 1995
- Euptychiina Reuter, 1896[2]

44 genres
- Hypocystina Miller, 1968

Argynnina
Argyronympha
Argyrophenga
Dodonidia
Erebiola
Erycinidia
Geitoneura
Harsiesis
Heteronympha
Hypocysta
Lamprolenis
Nesoxenica
Oreixenica
Paratisiphone
Percnodaimon
Platypthima
Tisiphone
Zipaetis
- Lethina Reuter, 1896

Aphysoneura
Enodia
Lethe
Neope
Ninguta
Satyrodes
- Maniolina Grote, 1897

Aphantopus
Cercyonis
Hyponephele
Maniola
- Melanargiina Wheeler, 1903

Melanargia
- Mycalesina Reuter, 1896

Admiratio
Bicyclus
Hallelesis
Henotesia
Heteropsis
Houlbertia
Masoura
Mycalesis
Orsotriaena
- Parargina Tutt, 1896

Chonala
Kirinia
Lasiommata
Lopinga
Pararge
Rhaphicera
Tatinga
- Pronophilina Reuter, 1896

44 genres
- Ragadina

Acrophtalmia
Ragadia
- Satyrina Boisduval, 1833

Arethusana
Aulocera
Berberia
Boeberia
Boerebia
Brintesia
Callerebia
Cassionympha
Chazara
Hipparchia
Karanasa
Loxerebia
Minois
Neocoenyra
Neohipparchia
- Ypthimina Reuter, 1896

Argestina
Austroypthima
 Boeberia
Callerebia
Cassionympha
Coenyra
Coenyropsis
Loxerebia
Mashuna
Mashunoides
Melampias
Neita
Neocoenyra
Paralasa
Physcaneura
Pseudonympha
Strabena
Stygionympha
Ypthima
Ypthimomorpha